# Trifurcula iberica
Trifurcula iberica is een vlinder uit de familie dwergmineermotten (Nepticulidae). De wetenschappelijke naam is voor het eerst geldig gepubliceerd in 1990 door van Nieukerken.
De soort komt voor in Europa.